# Potentilla rubida
Potentilla rubida är en rosväxtart som beskrevs av L. Williams. Potentilla rubida ingår i Fingerörtssläktet som ingår i familjen rosväxter. Inga underarter finns listade i Catalogue of Life.